# Asriel (Bible)
Asriël est un fils de Manassé. Ses descendants s'appellent les Asriélites.

## La famille d'Asrïel
Asrïel est un fils de Manassé et de sa concubine araméenne, il a pour frère Machir.
Les autres frères d'Asrïel sont Abiézer ou Iézer, Héleq, Shèkem, Shemida et Hépher.

## La famille des Asriélites
La famille des Asriélites dont l'ancêtre est Asrïel sort du pays d'Égypte avec Moïse,.